# 스트릿 맨 파이터
《스트릿 맨 파이터》(Street Man Fighter)는 2022년 8월 23일부터 2022년 11월 8일까지 엠넷에서 방송된 남성 댄서 크루 서바이벌 프로그램이다. 2021년에 방송된 엠넷의 여성 댄서 크루 서바이벌 프로그램인 《스트릿 우먼 파이터》의 남성 버전이다.

## 진행자
- 강다니엘

## 스페셜 심사위원
- 우영
- 보아
- 은혁

## 참가크루
- 원밀리언.
- 엠비셔스.
- 뱅크투브라더스.
- 어때.
- 프라임킹즈.
- 와이지엑스.
- 위댐보이즈.
- 저스트절크.

## 최종 성적 발표
1위 저스트절크.
2위 위댐보이즈.
3위 엠비셔스.
4위 뱅크투브라더스.

## 에피소드 목록
2022년 여름, 총 5천만원의 상금과 최고급 전기 세단, 금융 플랫폼의 광고모델을 위해 사활을 건 남자들의 춤 싸움이 펼쳐졌다. 스맨파 1화에서는 앰비셔스의 노태현과 프라임킹즈의 리더 트릭스가 노 리스펙 약자 지목 배틀의 시작을 열었다. 이어서 위댐보이즈와 저스트절크, 원밀리언까지 치열한 배틀이 이어졌다. 최약체 크루를 뽑기 위한 스맨파 1화의 여정은 위댐보이즈의 바타가 저스트절크의 리더 영제이를 지목하면서 끝이난다.

## 같이 보기
- 안무가
- 보이 그룹